# 龍崎道輔
龍崎 道輔（りゅうざき みちすけ）は、戦国時代の武士。大内氏家臣。大内政弘の歌集である「拾塵和歌集」の撰者の一人。

## 生涯
大内氏に仕える。道輔は「大内問答」にも出てくる文人であり、大内政弘の歌集である「拾塵和歌集」の撰者の一人となった。
大内義興の代には奉行人を務め、永正5年（1508年）に義興が足利義尹（義材、義稙）を奉じて上洛した際には、道輔も義興に従って上洛した。上洛後の道輔は相変わらず学問や先例の調査に余念がなく、永正6年（1509年）春には大内氏と関係の深い三条西実隆へ2巻にも及ぶ「不審条々」を送り、2月8日に回答を得た。またこの時、三条西実隆はわざわざ「公卿殿上人交名」を道輔に送っている。